# Họ Chèo bẻo
Họ Chèo bẻo (danh pháp khoa học: Dicruridae) là một họ chim trong bộ Passeriformes, bao gồm 30 loài ở vùng nhiệt đới Cựu Thế giới. Họ này bao gồm một chi duy nhất, chi Dicrurus.
Chèo bẻo phần lớn có màu đen hoặc xám sẫm, chân ngắn với tư thế thẳng đứng khi đậu. Chúng có đuôi chẻ đôi và một số có họa tiết đuôi phức tạp. Chúng ăn côn trùng và các loài chim nhỏ mà chúng bắt được khi đang bay hoặc trên mặt đất. Một số loài bắt chước thành thạo và có nhiều tiếng kêu báo động khác nhau mà các loài chim và động vật khác thường đáp lại. Chúng được biết là đã phát ra những tiếng kêu báo động giả khiến những con vật khác sợ hãi bỏ thức ăn, và rồi tới cướp lấy.

## Phân loại học
Chi Dicrurus bao gồm 30 loài:
- Dicrurus ludwigii
- Dicrurus occidentalis
- Dicrurus sharpei
- Dicrurus atripennis
- Dicrurus adsimilis
- Dicrurus divaricatus
- Dicrurus modestus
- Dicrurus atactus
- Dicrurus fuscipennis
- Dicrurus aldabranus
- Dicrurus forficatus
- Dicrurus waldenii
- Dicrurus macrocercus - Chèo bẻo
- Dicrurus leucophaeus - Chèo bẻo xám
- Dicrurus caerulescens
- Dicrurus annectens - Chèo bẻo mỏ quạ
- Dicrurus aeneus - Chèo bẻo rừng
- Dicrurus remifer - Chèo bẻo cờ
- Dicrurus balicassius
- Dicrurus hottentottus - Chèo bẻo bờm
- Dicrurus menagei
- Dicrurus palawanensis
- Dicrurus sumatranus
- Dicrurus densus
- Dicrurus montanus
- Dicrurus bracteatus
- Dicrurus megarhynchus
- Dicrurus andamanensis
- Dicrurus paradiseus - Chèo bẻo đuôi cờ chẻ
- Dicrurus lophorinus

## Hình ảnh

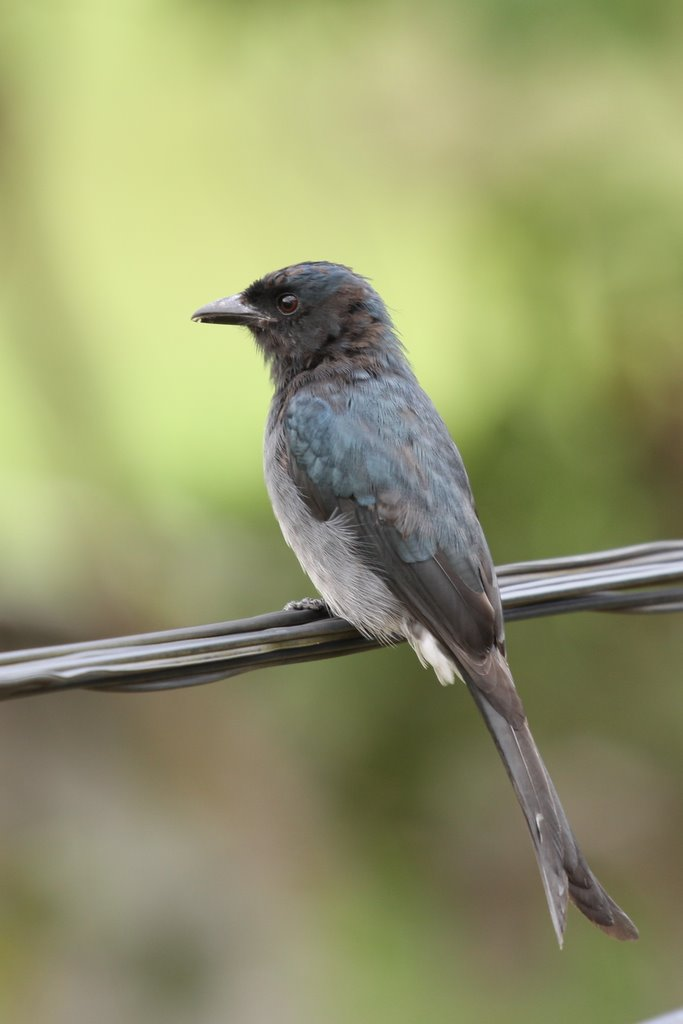
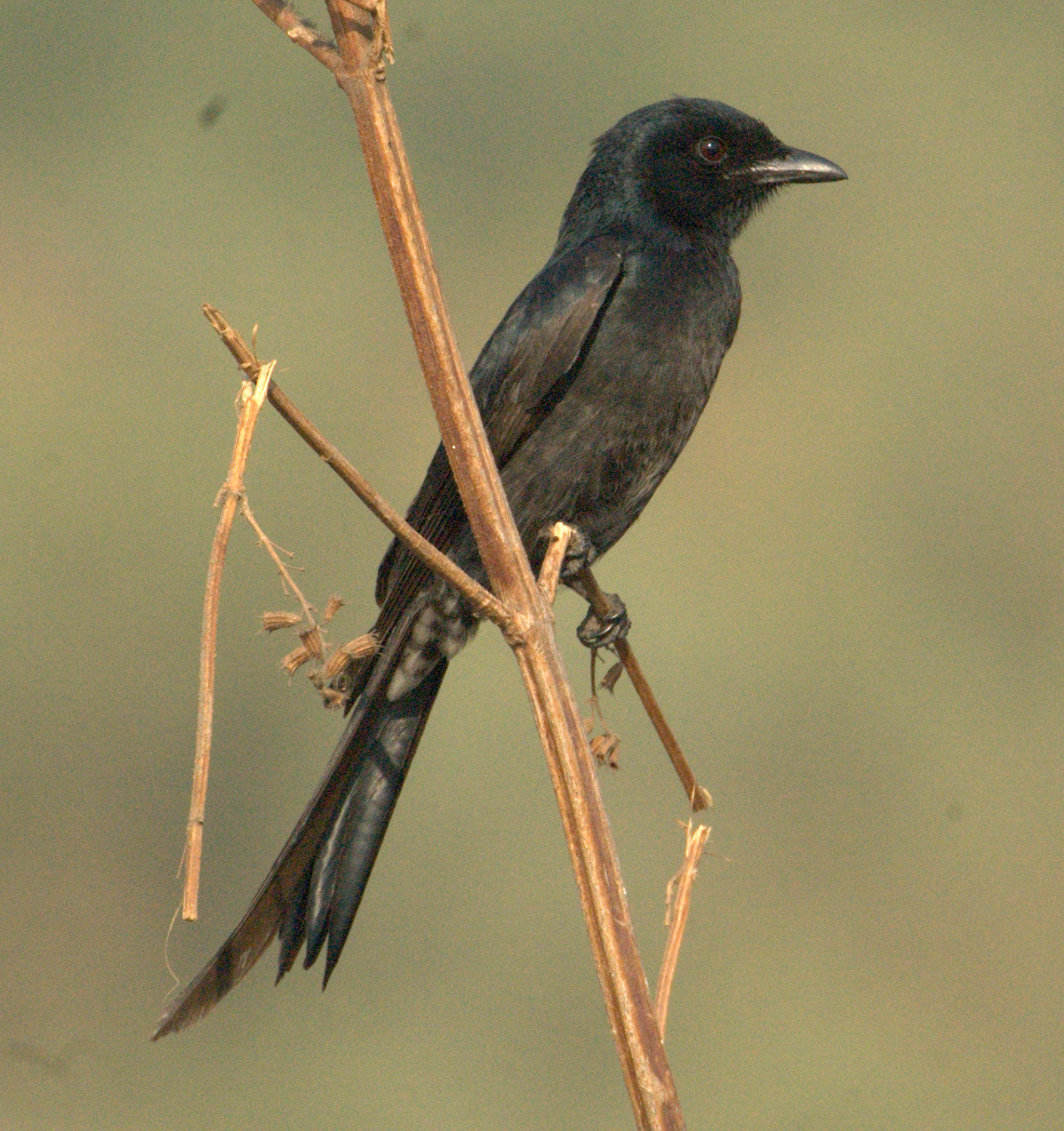
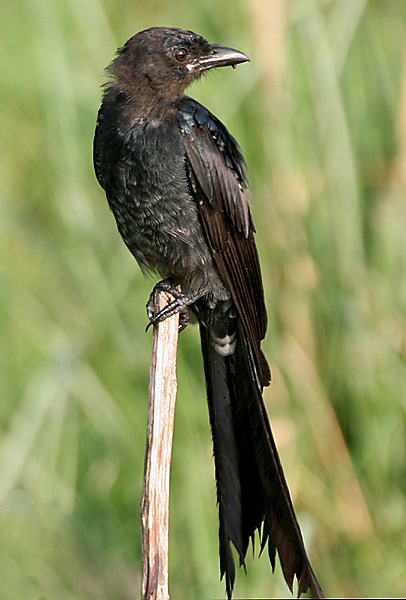
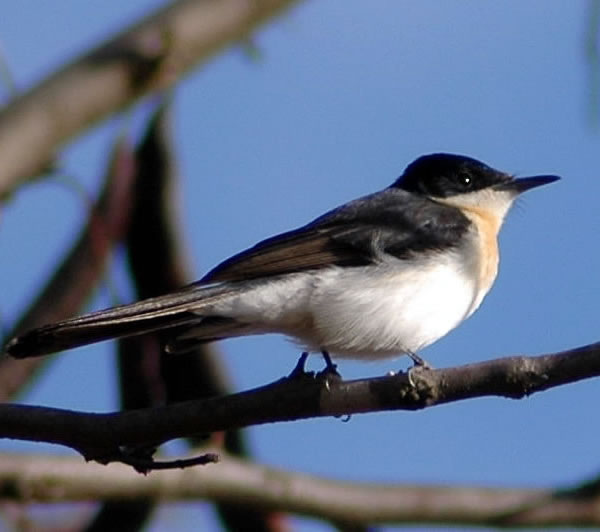
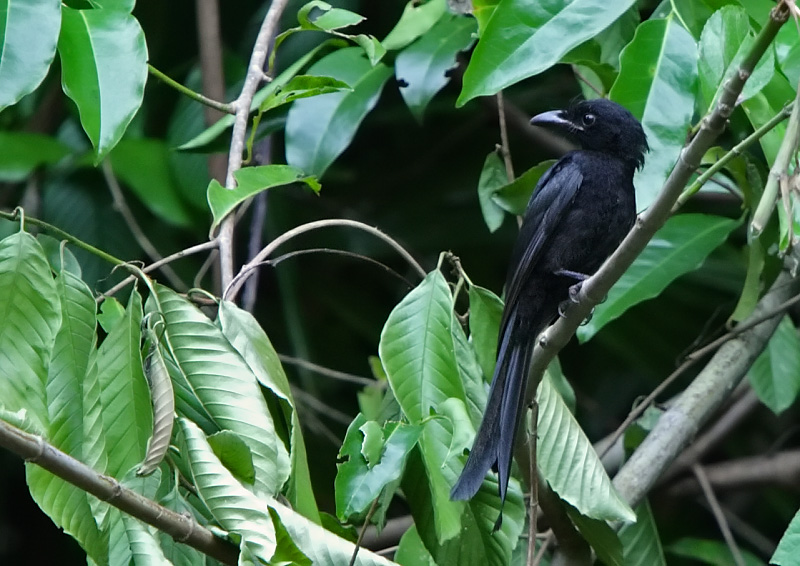
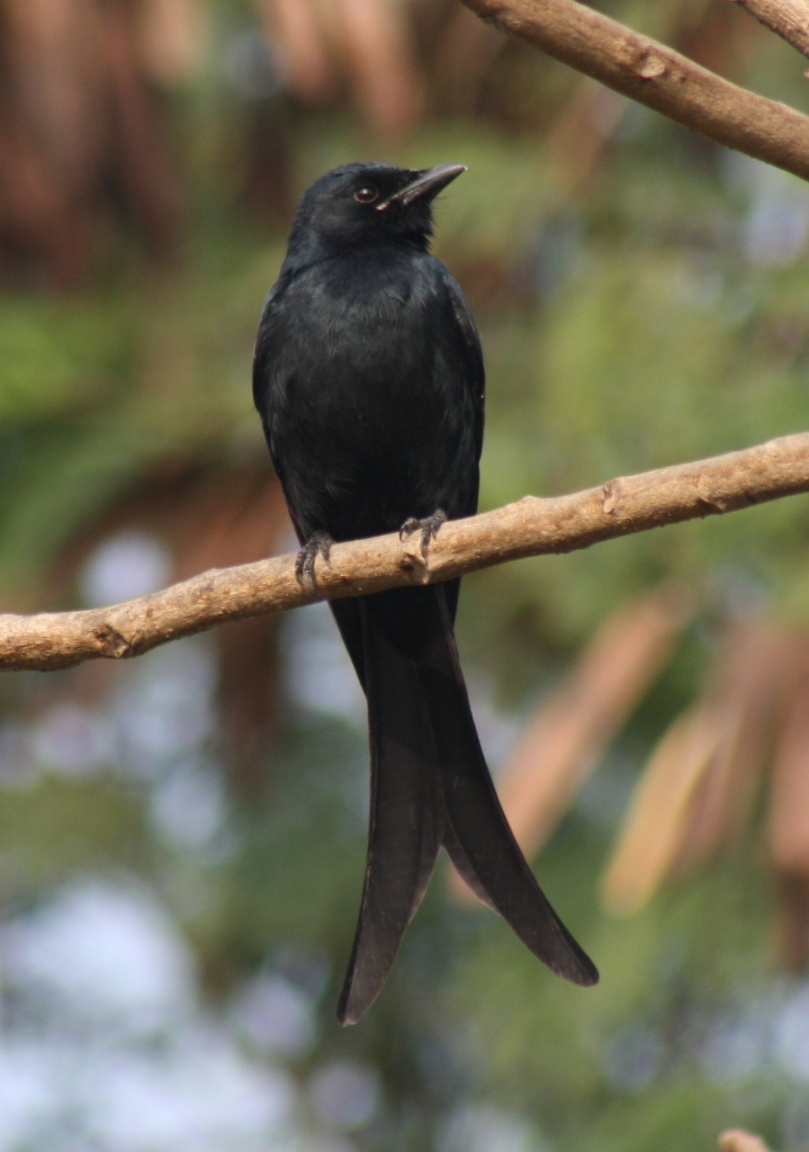